# 현금
현금(現金)은 일반적으로는 현금통화(現金通貨)를 가리킨다. 현금통화는 강제 통용력을 가지는 화폐로, 중앙은행이 발행한 은행권과 정부 발행의 보조 화폐가 그것에 해당한다.
현금이라고 말하는 것에는 다음과 같은 경우가 있다.
1. 예금통화에 대해 실제로 화폐로 존재하고 있는 통화를 가리키는 경우
2. 이체나 신용카드 등에 의한 예금 결제에 대해 실제로 화폐를 이용해 행하는 결제를 가리키는 경우
3. 예금, 유가증권, 비 유동자산 등에 대해 실제로 화폐로 보유하고 있는 자산을 가리키는 경우

일반적으로 캐시(Cash)라고도 한다.

## 개요

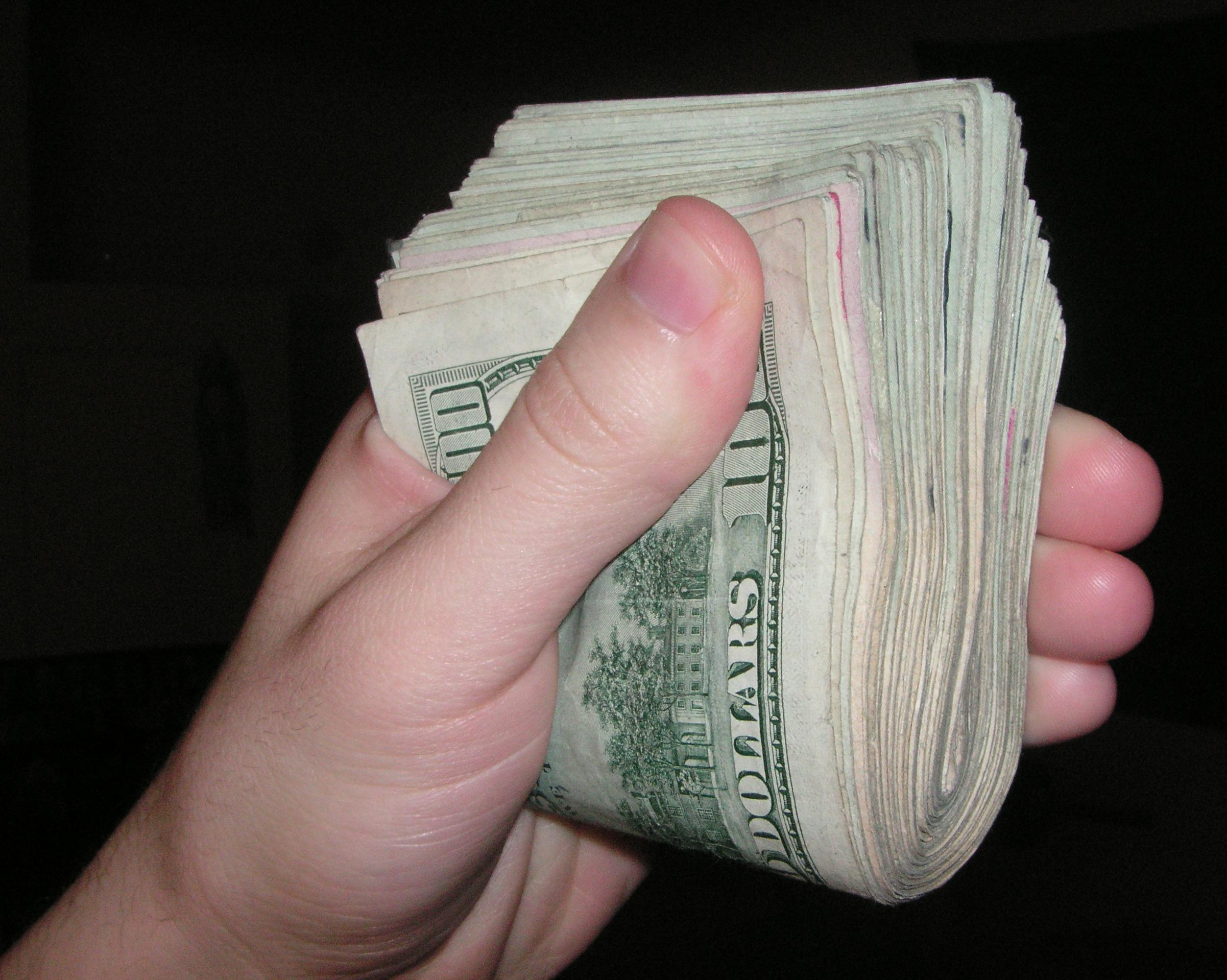
미국 달러 뭉치

중앙은행이 발행한 은행권, 정부가 발행한 보조 화폐 등 최종 지불 수단을 말한다. 일국의 내부에서 일어나는 거래가 현실적으로는 예금통화를 이용하는 것이 일반화되어 있으나, 예금 통화는 제1차적인 통화로서의 현금통화에 대한 청구권을 나타내는 것이며, 그 의미로 제2차적인 통화라고 한다. 또 중앙은행에 있어서의 은행 등 금융기관의 예금도 은행이 예금 지불 준비로 보관하고 있는 은행권과 비교하여, 준비금이란 기능에서 보면 같은 성격의 것이라고 하겠다. 따라서 이론적인 분석의 필요에서, 금융기관의 중앙은행에의 예금도 현금통화에 보태어지고 있다. 현금통화는 일부 내의 일반적 유통 수단으로서의 통화의 기본을 이루는 것이다.

## 유통현금
유통되는 현금은 계절적 변동이 심한 것이 특징이다. 임금 및 급여 지급일, 세금 납부일 또는 공휴일은 통계적으로 인지 가능한 현금 유통량 증가로 이어지며, 이에 대해 신용 기관은 준비하고 있다. 은행에 현금을 보유하면 이자가 나오지 않고 보안 문제(은행 강도)로 이어질 수도 있기 때문에 은행은 일반적으로 매우 적은 양의 현금만 보유한다. 그러므로 그들은 현금 요구량이 더 높은 시기에 중앙은행을 개입시킬 수밖에 없다. 따라서 은행이 보유하고 있는 현금을 은행 고객에게 넘겨주거나 고객으로부터 현금 예금을 은행 소유로 가져가는 경우에만 유통되는 현금은 변경되지  않는다.
국내 총생산 대비 유통되는 현금의 비율(현금 대 GDP 비율)은 경제 내 현금 사용 및 지불 행동을 나타내는 좋은 지표이다. 미국과 같은 국가에서는 직불카드와 신용카드의 사용 증가로 인해 현금 결제액이 많은 국가에 비해 유통되는 현금의 양이 더 느린 속도로 증가하고 있다. 2018년에는 그 범위가 1.3%(스웨덴)에서 21% 이상(일본), 스위스 10.5%, 유로존 10.7%였다.
2018년경부터 코로나19 팬데믹으로 인해 유로존에서 유통되는 현금은 크게 늘어난 반면, 현금결제(즉, 거래) 비중은 줄어들었다. 이는 지폐의 역설로 알려져 있다. 분석에 따르면 개인 가계는 위기에 대비해 현금을 점점 더 많이 보유하고 있으며 마이너스 금리도 한몫하고 있는 것으로 나타났다. 이 효과는 미국과 일본 등 다른 많은 통화 지역에서도 관찰된다.

## 같이 보기
- 자산관리계좌
- 금전등록기
- 인플레이션
- 리베이트

## 참고 문헌
- 이 문서에는 다음커뮤니케이션(현 카카오)에서 GFDL 또는 CC-SA 라이선스로 배포한 글로벌 세계대백과사전의 내용을 기초로 작성된 글이 포함되어 있습니다.

1. ↑  《글로벌 세계대백과사전》,  〈현금통화〉